# Manduca rustica
Manduca rustica är en fjärilsart som beskrevs av Hermann Burmeister 1856. Manduca rustica ingår i släktet Manduca och familjen svärmare. Inga underarter finns listade i Catalogue of Life.

## Bildgalleri

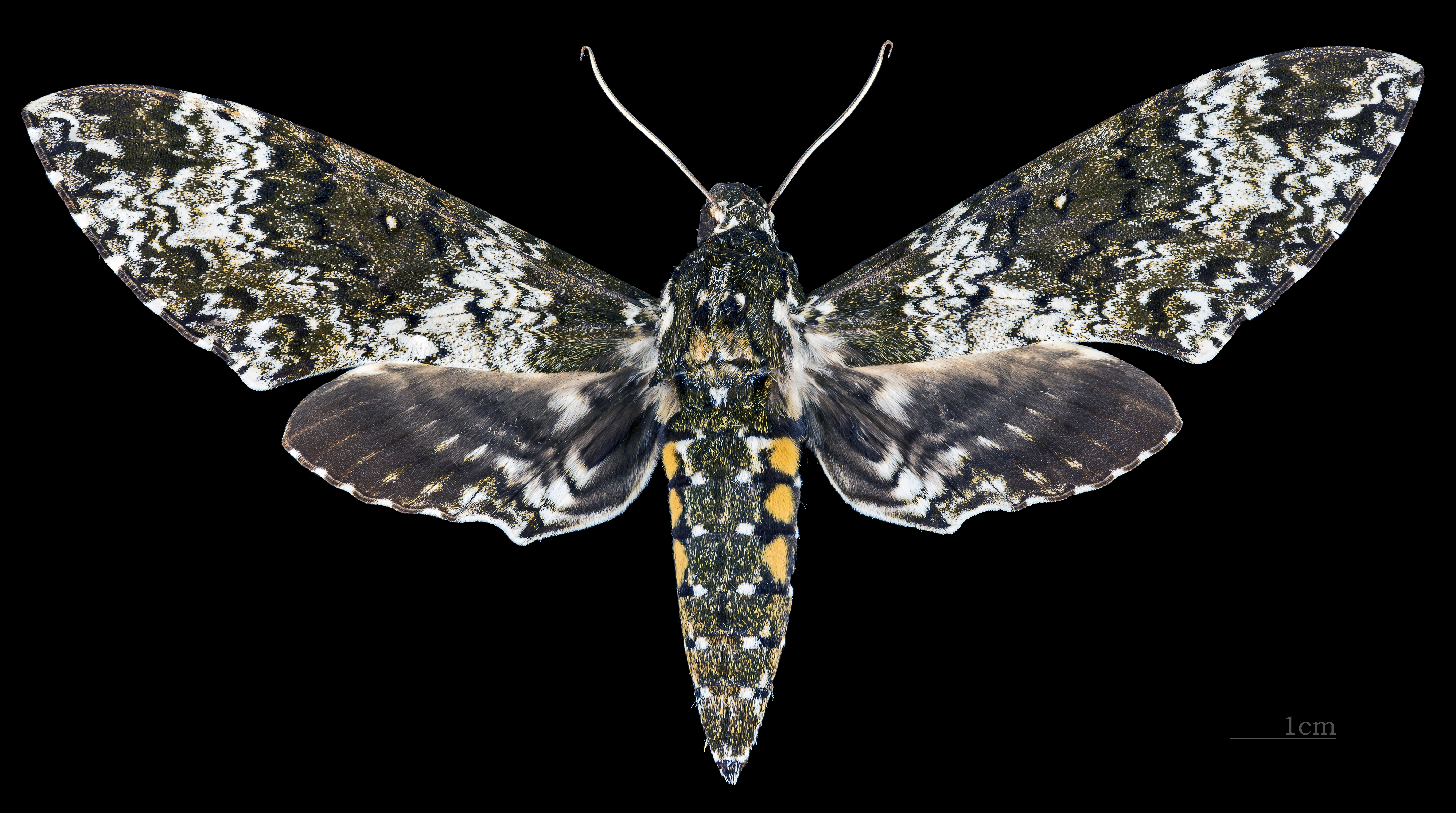
Manduca rustica rustica ♂
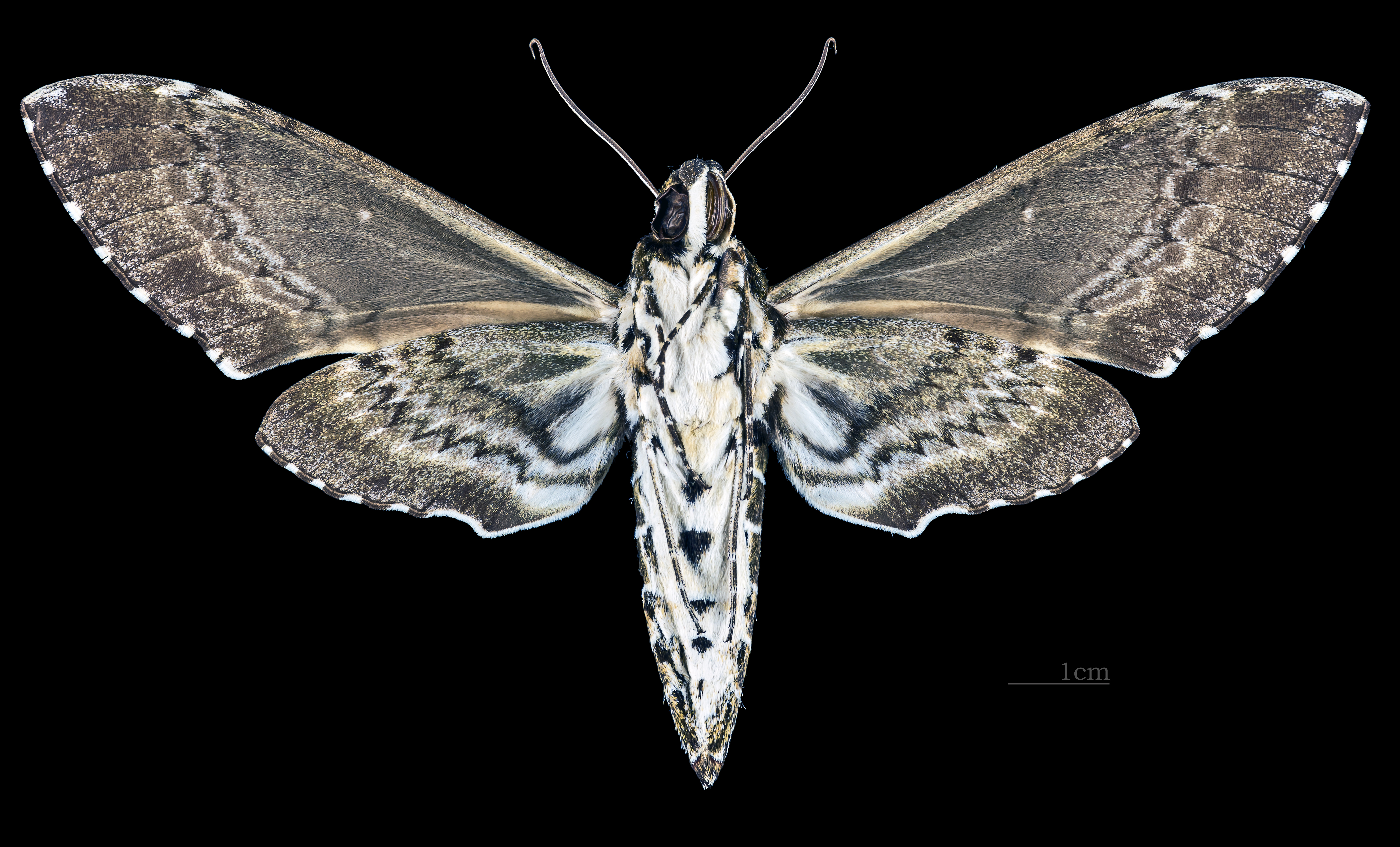
Manduca rustica rustica  ♂  △
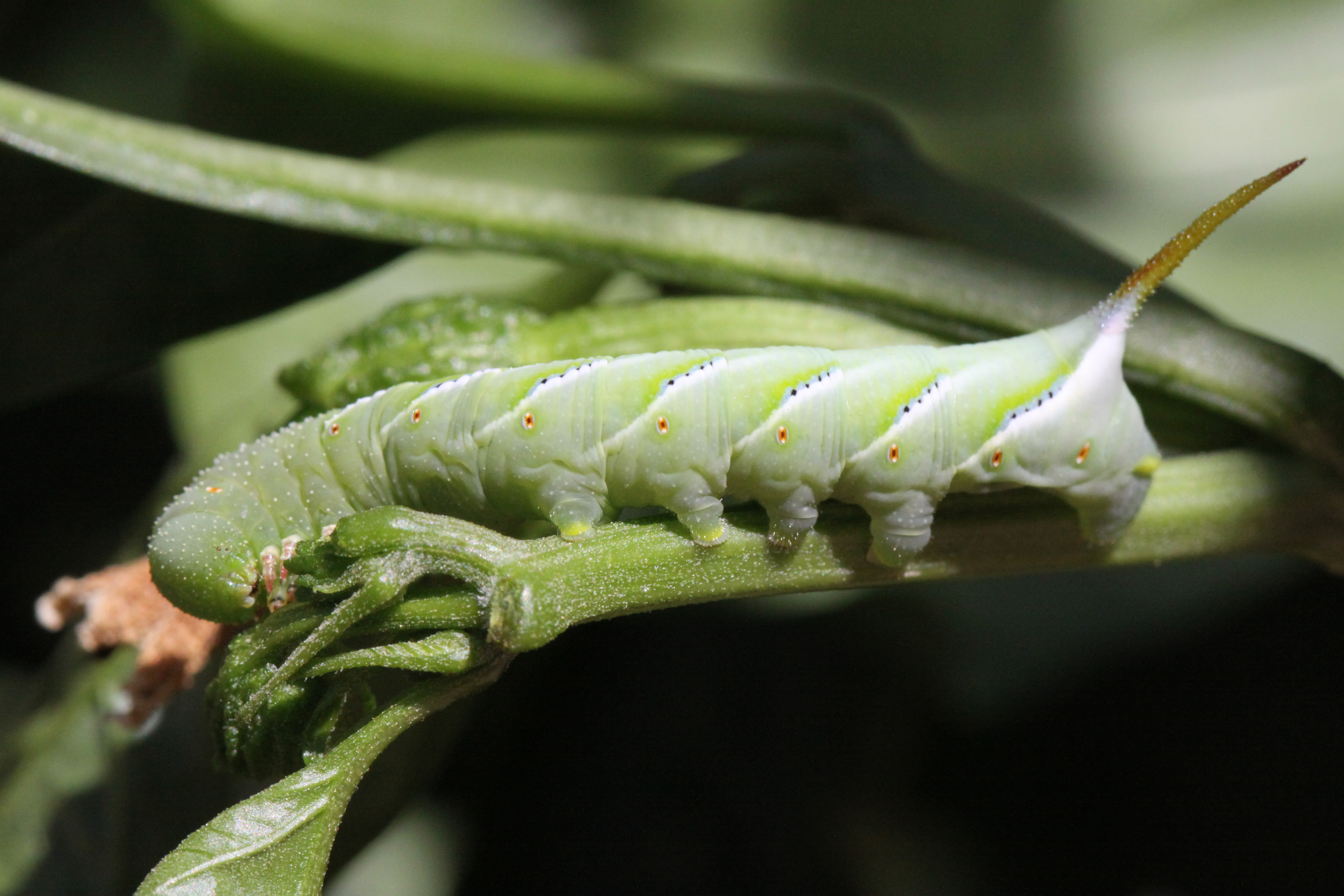
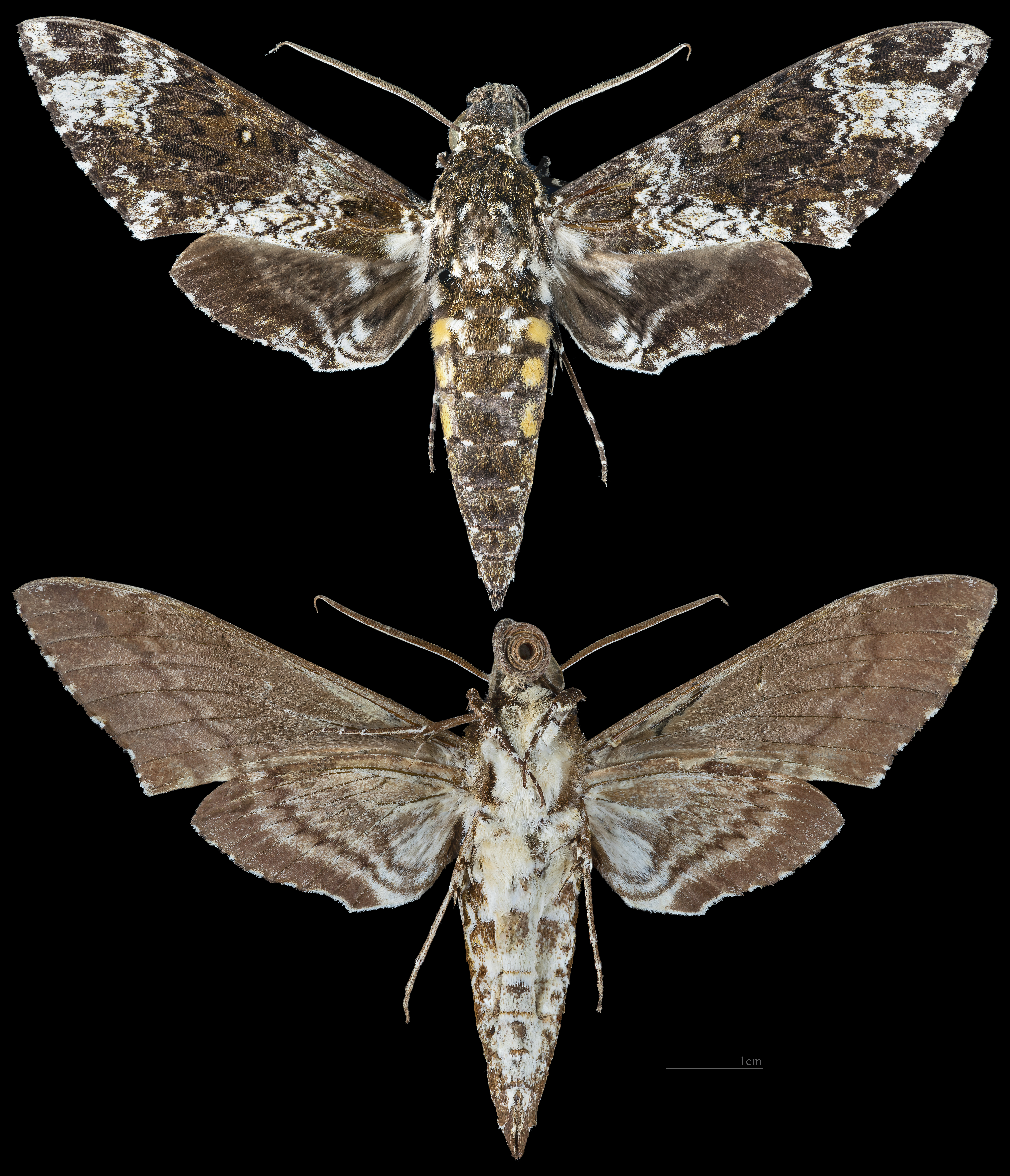
Manduca rustica cubana
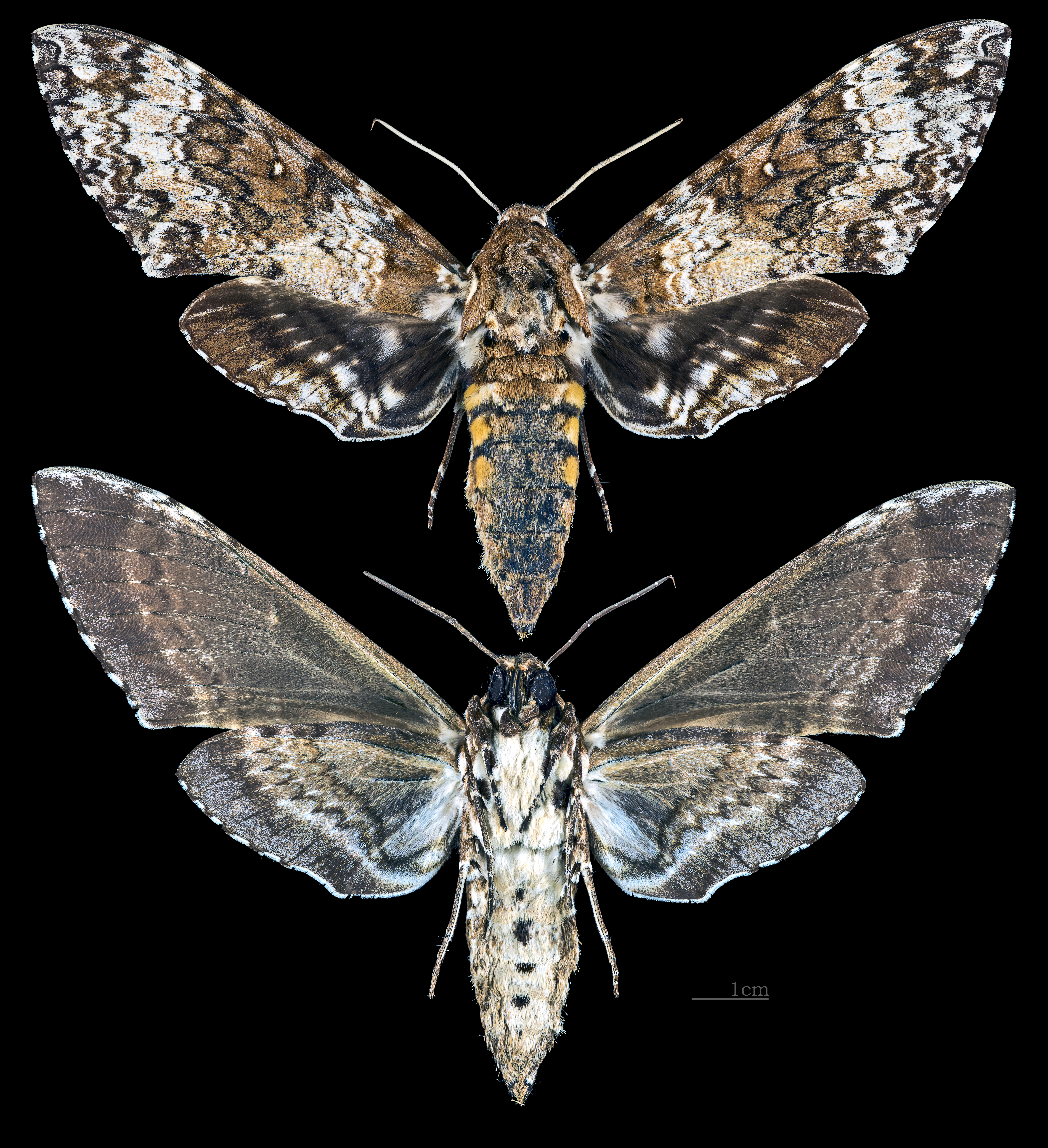
Manduca rustica harterti